# Sandford cyclecar
Pour les articles homonymes, voir Sandford.
La Sandford cyclecar est une voiture de sport cyclecar de l'ancien constructeur automobile français parisien Sandford, construite entre 1922 et 1939.

## Histoire
Malcolm Stuart Sandford (1889-1956, ancien pilote de course de moto britannique des années 1910, passionné de mécanique) fonde son industrie automobile Sandford en 1922 à Paris (qu'il déménage en 1925 à Levallois-Perret) pour concevoir son propre Sandford cyclecar à trois roues (une roue arrière) inspiré (avec un niveau de fabrication amélioré) des motos et des Morgan 3-Wheeler qu'il commercialisait auparavant. 

Collection Schlumpf de la Cité de l'automobile de Mulhouse
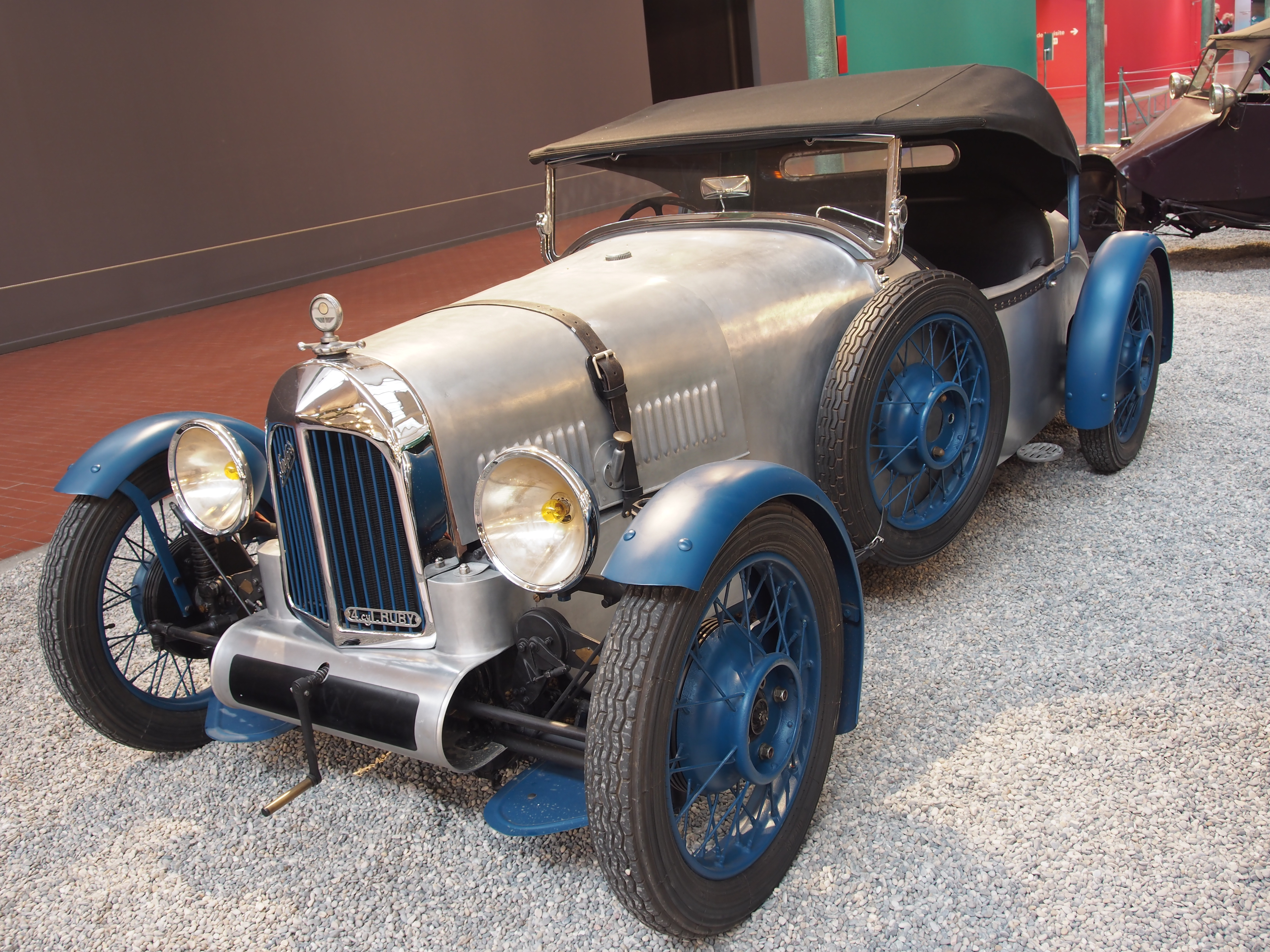
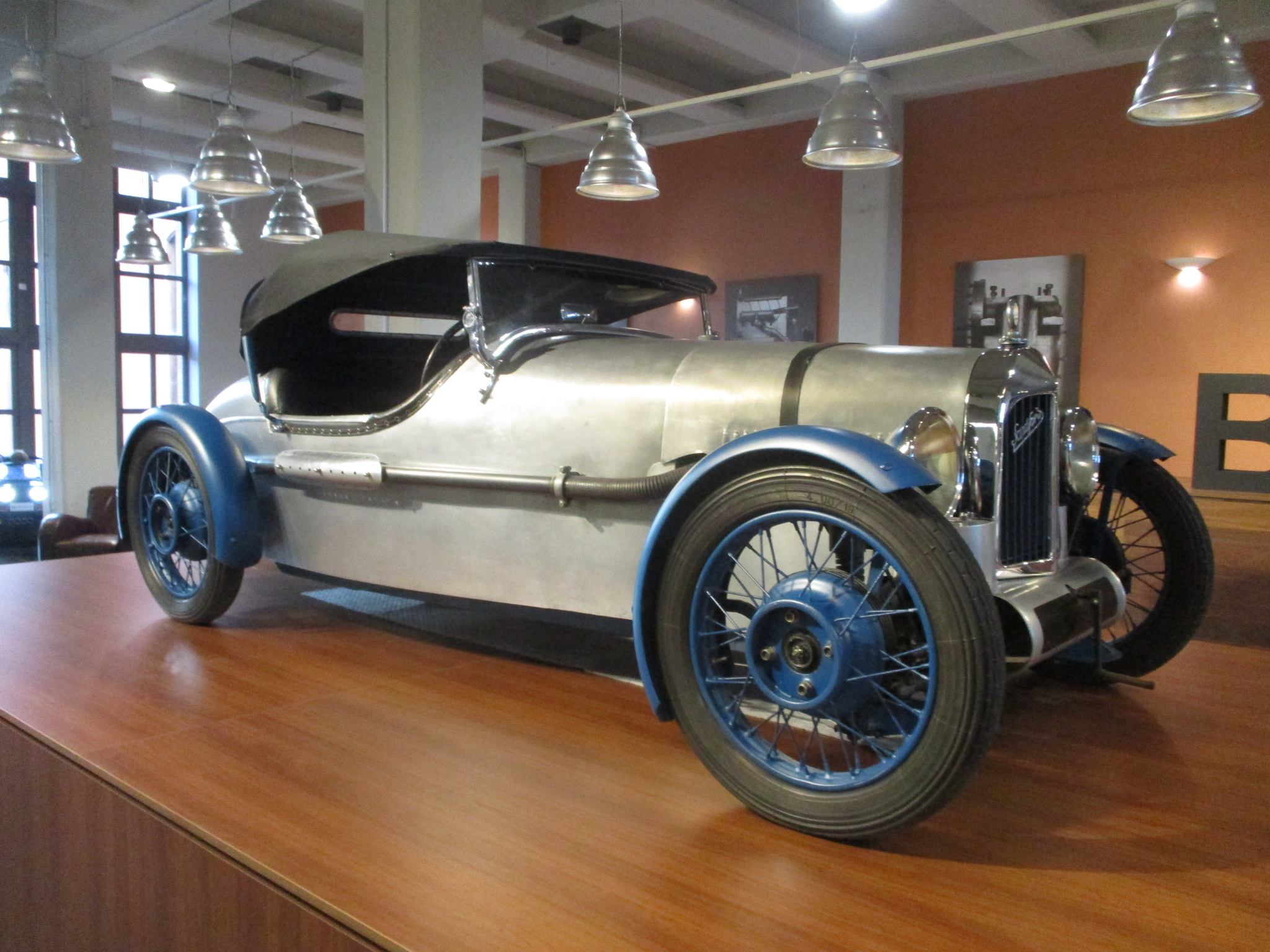
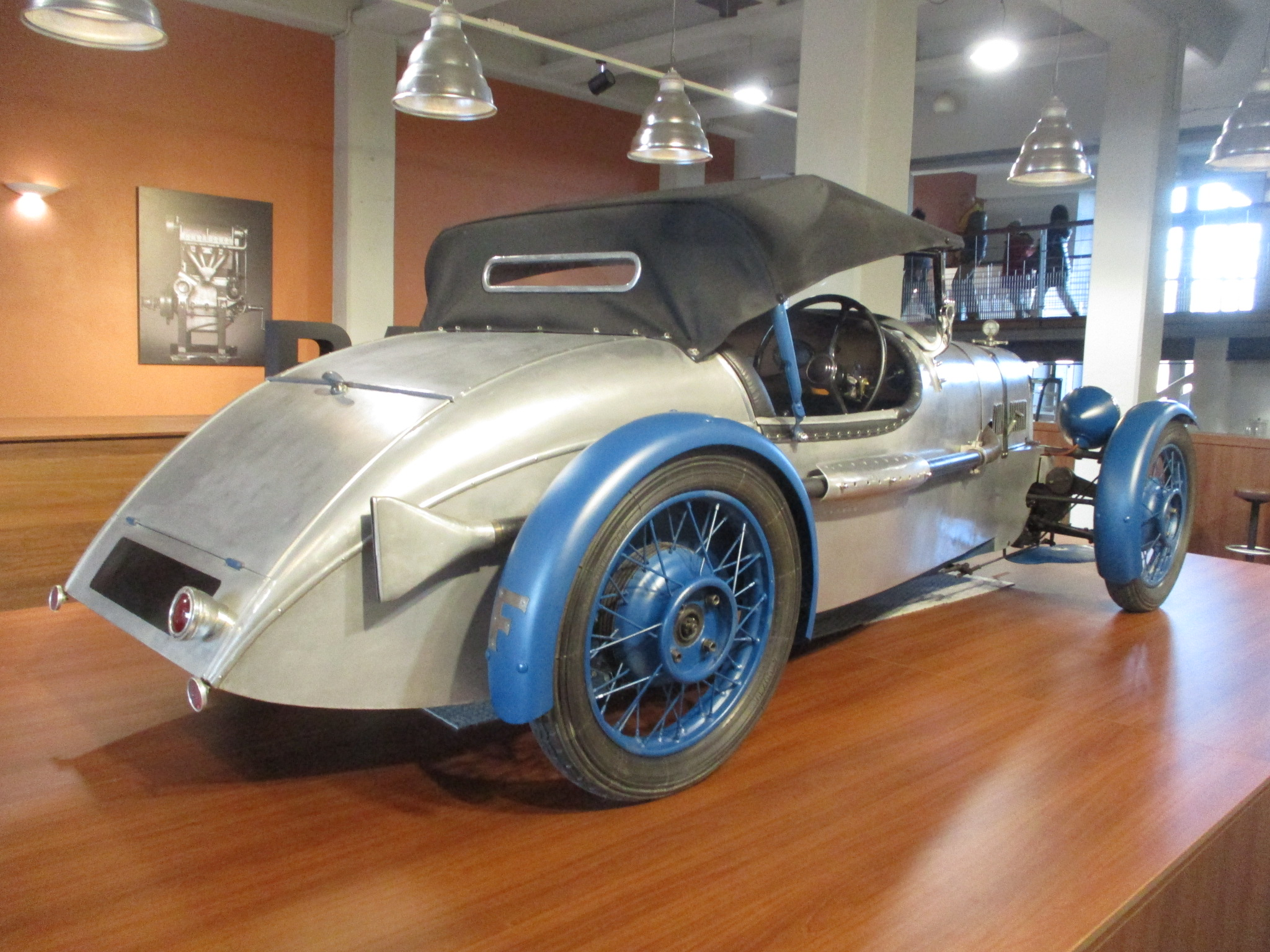
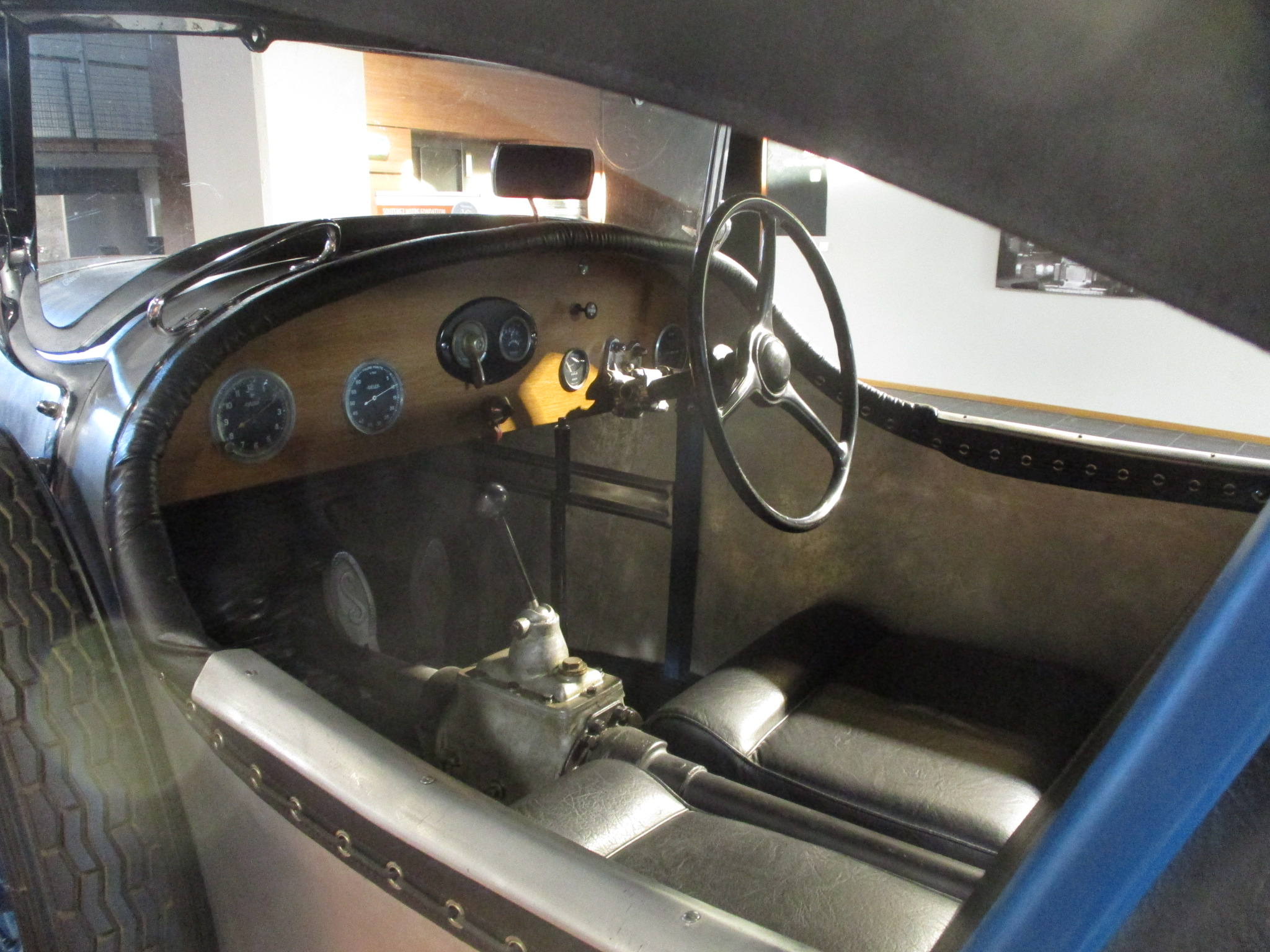

La carrosserie est en aluminium polie et lustrée, avec calandre en chrome, siège en cuir, et tableau de bord en bois. Elle est motorisée par un moteur flat-twin bi-cylindres, ou un moteur 4 cylindres en ligne de 750, 900, et 1 100 cm3 du constructeur automobile français Ruby (car) (en), avec boîte de vitesses de 3 rapports + marche arrière.
Elle est victorieuse entre autres des Bol d'or automobile et Tour de France automobile 1932 (en catégorie 1 100 cm3).
Elle adopte une nouvelle version de carrosserie à 4 roues « Quad ou Squad » en 1934, jusqu’à ce que Sandford arrête son activité au début de la Seconde Guerre mondiale en 1939. 